# Arthrocardia carinata
Arthrocardia carinata (Kützing) Johansen, 1984  é o nome botânico  de uma espécie de algas vermelhas pluricelulares do gênero Arthrocardia.
- São algas marinhas encontradas em alguns países da África (Moçambique, Namíbia e África do Sul) e na ilha de Santa Helena (território).

## Sinonímia
- Corallina carinata Kützing, 1858
- Arthrocardia linearis Manza, 1937